# ムタンチス (アルバム)
『ムタンチス』（Mutantes）は、ムタンチスが1969年に発表したセカンド・アルバム。

## 解説
後に正式メンバーとなるリミーニャとヂーニョ・レーミもゲスト参加した体制で制作された。
この頃、バンドはロイヤル・ダッチ・シェルのブラジル法人のCMの仕事を行う。本作収録曲「もっとなにか（Algo Mais）」は、このCMのジングルとして作られた曲で、また、やはり本作に収録されている「ドンキホーテ（Dom Quixote）」がフィーチャーされたヴァージョンのCMもある。セルジオ・ヂアスは2009年、アンディ・ゲンスラーによるインタビューにおいて、「自分達の曲を元にしたビデオを作ったのは凄いことだったよ。初めてのミュージック・ビデオだったね」と述懐している。
『ローリング・ストーン・ブラジル』誌が選出した「ブラジル音楽の偉大なアルバム100」では44位にランク・イン。

## 収録曲
1. ドンキホーテ - "Dom Quixote" (Arnaldo Baptista, Rita Lee) - 3:55
2. 迷っちゃだめよ - "Não Vá Se Perder Por Aí" (Raphael Vilardi, Roberto Loyola) - 3:15
3. 第36日 - "Dia 36" (Johny Dandurand, A. Baptista, R. Lee, Sérgio Dias) - 4:01
4. 2001 - "Dois Mil e Um" (R. Lee, Tom Zé) - 3:57
5. もっとなにか - "Algo Mais" (A. Baptista, R. Lee, S. Dias) - 2:38
6. フーガNo.II - "Fuga No.II" (A. Baptista, R. Lee, S. Dias) - 3:42
7. 月光浴 - "Banho de Lua (Tintarella di Luna)" (Bruno de Filippi, Francesci Migliacci, Fred Jorge) - 3:41
8. リタ・リー[3] - "Rita Lee" (A. Baptista, R. Lee, S. Dias) - 3:09
9. マジック - "Mágica" (A. Baptista, R. Lee, S. Dias) - 4:37
10. 馬鹿げたこと - "Qualquer Bobagem" (T. Zé, A. Baptista, R. Lee, S. Dias) - 4:37
11. 夜の散歩 - "Caminhante Noturno" (A. Baptista, R. Lee) - 5:11

## 参加ミュージシャン
- セルジオ・ヂアス - ボーカル、ギター
- アルナルド・バチスタ - ボーカル、ベース、キーボード
- ヒタ・リー - ボーカル、テルミン、パーカッション、オートハープ

ゲスト・ミュージシャン
- リミーニャ - ヴィオラ
- ヂーニョ・レーミ - ドラムス
- ホジェーリオ・ドゥプラ - 編曲